# Duma Key
Duma Key es una novela de terror psicológico del escritor  estadounidense Stephen King, publicada en 2008. El libro alcanzó el número uno en la lista de superventas del New York Times. Es la primera obra de King ambientada en Florida y Minnesota.

## Argumento
La historia comienza poco después de que Edgar Freemantle, el dueño de una compañía de construcción de Minneapolis, sobreviviera milagrosamente a un terrorífico accidente de circulación donde su camión se empotró contra una grúa a la fuga. A pesar de sobrevivir, le tienen que amputar el brazo derecho, y severas lesiones craneales le causan a Edgar problemas con el habla, la visión y la memoria. Debido al atroz dolor provocado por el accidente y la consiguiente recuperación, Edgar también sufre violentos cambios de humor e ideas de suicidio. El accidente también le pasa factura en su vida personal. Después de que Edgar atacara a su mujer Pam dos veces — una vez apuñalándola con un cuchillo de plástico, la otra estrangulándola — ella pide el divorcio mientras está todavía recuperándose de sus heridas.
Siguiendo el consejo de su psicólogo, el doctor Kamen, Edgar sigue una "cura geográfica", un año de vacaciones para descansar y para una recuperación más a fondo. Decide alquilar una casa en la playa de Duma Key, una isla (ficticia) cerca de la costa oeste de Florida, tras haber leído sobre ella en un folleto turístico. La casa de la playa que tiene en alquiler resulta llamarse Punta Salmón, aunque Edgar la apoda "Big Pink" debido a su llamativo color rosa. También siguiendo el consejo del doctor Kamen, Edgar retoma su antigua afición de dibujar tras establecerse en Big Pink. Big Pink se inclina peligrosamente sobre el golfo, con la marea susurrando por la noche, causando un gratificante ruido de conchas que Edgar describe como la voz de la casa. Se establece en la casa con la ayuda de Jack Cantori, un estudiante universitario que contrató para ayudarle con las provisiones, con la tele por cable y con todo lo que Edgar necesite, convirtiéndose en un personaje crucial durante el transcurso del libro.
A medida que se toma más y más en serio su nueva afición, ésta se acaba convirtiendo en una obsesión, trabajando con una furiosa energía y con aturdimiento. Comienza a sufrir un gran dolor debido al miembro fantasma que es su brazo derecho, hasta el punto de forzarlo a plasmar imágenes del inconsciente en sus dibujos. Se da cuenta de que algunas de esas imágenes poseen un poder oscuro, aunque es capaz de enfocarlo y aprovechar ese don con fines positivos, curando a su amigo Wireman al quitarle una bala del cerebro a través de sus dibujos.
Poco después de esto su hija más pequeña, Ilse, va a visitarle y durante ese tiempo vuelven a conectar. Edgar pinta El Final del Juego. Mientras exploran la isla en coche, pasan al lado de una mujer extraordinariamente vieja a la que humorísticamente llaman "La Novia del Padrino". Sin embargo, una vez en el interior de la isla Ilse cae gravemente enferma y Edgar se ve forzado a deshacer todo el camino a través de la jungla y hacia la mansión de la misteriosa vieja.
Tras la partida de su hija, Edgar trata lentamente de continuar su recuperación dando dolorosos paseos por la playa, creando un "juego de números" que deshecha tras darse cuenta de repente de que se estaba tratando como a un bebé a sí mismo con dicho juego. Es en estos "grandes paseos playeros" empieza a ver en la distancia y acercándose gradualmente con cada paseo a un hombre lejano sentado en la playa, y acaba encontrándose con él. Este personaje, Jerome Wireman (a quien siempre se refiere como simplemente "Wireman" y se convierte en su mejor amigo), está contratado para acompañar a una vieja mujer, Elizabeth Eastlake, diagnosticada con la enfermedad de Alzheimer al mismo tiempo que Edgar llegó a la isla, aunque se le agrava rápidamente en los meses siguientes.
Edgar pronto descubre que la señora Eastlake es la propietaria de toda la isla, así como de una gran suma de activos líquidos. Le cogió simpatía a Edgar tras ser presentados y le pide que la llame Elizabeth. Él acepta a leerle poesía.
Elizabeth, en ratos de cordura, le dice a Edgar que sería mejor que mantuviera a Ilse lejos de Duma, pues no es un lugar seguro para las hijas.
Poco a poco empiezan a suceder extraños acontecimientos en torno a Edgar, todos relacionados de una u otra forma con las pinturas que él hacía, desde haber "provocado" la muerte de Candy Brown, ver lo que hacía su exesposa en el justo momento que le hablaba por teléfono, o hasta curar a Wireman de su herida de bala. Asimismo, empieza la serie de pinturas "Niña y Barco" la cual, él pronto empieza a sospechar, que tiene alguna relación con Ilse.
Tanto Edgar y Elizabeth como Wireman tienen curiosamente algo en común: Elizabeth sufrió una accidente a los dos años de edad. Tuvo una caída golpeándose la parte derecha de la cabeza. El impacto produjo una lesión en el lado izquierdo del cerebro(algo que en neurología se llama lesiones por contragolpe), dañando la región que controla el lenguaje verbal, y afectando al habla. Wireman tiene una lesión en el cerebro a consecuencia de un disparo en la sién del lado derecho, la bala destrozó el nervio óptico del ojo izquierdo. Edgar en su accidente de coche se golpeó el lado derecho de la cabeza. el impacto por contragolpe repercutió en el hemisferio izquierdo lesionado la región que controla el lenguaje. Son tres personas con lesiones similares que se encuentran en un mismo lugar. Edgar comienza a pensar que no está en esa isla por casualidad, cree que algo está manejando los hilos del destino por algún misterioso motivo.
Pronto, Edgar se dará cuenta del poder maligno que se esconde en Duma Key, un ser que ha atormentado la vida de Elizabeth Eastlake desde que ella recuerda, y este ser, será quien le traiga muerte y problemas a Edgar, teniendo que volver a encerrarla de nuevo, si quiere recuperar algo de paz en Duma Key. Aunque eso implique sacrificar aquello que más ama.
Edgar Freemantle es el que narra la historia y es el protagonista de ella. Pero el personaje principal de la novela es Elizabeth Eastlake y lo que le ocurrió en su infancia.
Edgar va conociendo poco a poco la historia de Elizabeth Eastlake a través de los amigos y conocidos de ella y se entera de que de pequeña fue una niña prodigio de la pintura, a la precóz edad de tres años. Por lo que averigua, Elizabeth comenzó a dibujar después del accidente, el golpe le provocó una afasia, y el único camino para poder relacionarse con su entorno y comunicarse con su familia era a través del dibujo. Varios meses después del accidente empieza a dibujar, y lo hace de una manera compulsiva y continua. Al principio son solo garabatos de un bebé, pero su necesidad de comunicación, le lleva a un perfeccionamiento constante. A las pocas semanas las formas dibujadas empiezan a ser comprensibles, más tarde definidas, luego realistas, y a los pocos meses lo que pinta estaría a la altura de un estudiante de primero de Bellas Artes. Elizabeth con solo 3 años de edad ya es noticia en el periódico local de su ciudad como una niña prodigio de las artes pintóricas.

### Dibujos
Un número de los dibujos de Edgar juegan papeles importantes en la novela y son descritas con gran detalle, tanto en su creación como en cómo son, comenzando con su primer dibujo tras la llegada a Big Pink, un dibujo fantasmagórico de un barco en el atardecer titulado Hola. Pronto experimenta con diferentes motivos, desde puestas de sol que no aciertan a encajar con la primera dibujada a un gran número de bosquejos de plantas locales y objetos ordinarios.
Aunque al principio se mueve lenta e inseguramente, rápidamente crece su talento y trata de imaginar cómo puede replicar el surrealismo de su primer dibujo añadiendo objetos suspendidos en el aire a los fondos de sus puestas de sol, comenzando con su Puesta de sol con Conchas.

### Personajes
La novela cuenta con un extenso número de personajes secundarios que giran alrededor de un pequeño círculo de personajes principales.

#### Personajes Principales
- Edgar Freemantle:Es un empresario de éxito dentro del sector de la construcción, casado y con dos hijas, que tras un accidente laboral pierde un brazo y sufre daños físicos que casi le cuestan la vida. También suponen graves secuelas psicológicas, obligándolo a dejar atrás su vida anterior para redescubrir su don para la pintura que lo guiará en su lucha contra Perse.
- Jerome Wireman: es un abogado jubilado de Omaha que se mudó a Florida tras perder a su mujer y a su hija, sobrevivir a un intento de suicidio y ser despedido de su bufete de abogados, resulta ser un muy buen amigo para Edgar, se conocen un día en la playa, también es el cuidador de Elizabeth.

Es de tez obscura, en la historia se describe como alguien atractivo para su edad.
- Elizabeth Eastlake: una adinerada heredera y antigua patrocinadora de arte que sufre de Alzheimer, tiene un papel importante en el fondo de la historia y lidera a los protagonistas en la lucha contra la fuerza malvada presente en la isla.
- Pam Freemantle: mujer de Edgar que se divorcia de él al principio de la novela. Aparece varias veces durante el transcurso de la novela, pero se reconcilia gradualmente con él hasta los hechos del principio.
- Ilse Freemantle:la hija menor de Edgar que resulta ser la única persona de su "vida anterior" que sigue a su lado y la persona a quien él más quiere del mundo.
- Jack Cantori: estudiante universitario local que trabaja como chófer y manitas de Edgar, manteniendo la casa con provisiones y haciendo cualquier cosa que necesite. Es su rapidez mental la que los permite atrapar a Perse al final de la obra.
- Perse: la fuerza maligna manifestada en Duma Key, sale por primera vez con la ayuda de Elizabeth Eastlake de joven para volver a la superficie del océano antes de ser atrapada en agua dulce (motivo por el que se queda sin poderes), hasta hoy. Comanda un conjunto de almas malditas y se manifiesta a través de una vieja muñeca china con una capa roja. La vuelven dormir al final de la novela aunque los personajes temen que vuelva a escapar. Su nombre completo, Perséfone, y su descripción y lugar de origen son generalmente influenciados y tomados por la diosa griega Perséfone, que era la reina del Inframundo.

#### Personajes Secundarios
Hay un gran número de personajes secundarios en el libro que tienen una importancia pasajera para con los personajes principales o el argumento, incluyendo muchos amigos y familiares de la "vida pasada" de Edgar así como la familia y el jefe de Wireman, otros personajes con poco peso en las vidas de los dos y las diferentes personas que alquilan casas en Duma Key durante el período vacacional.

#### Final
Al final, después de deshacerse de Perse, Jack, Wireman y Edgar se separan aunque siguen comunicándose entre ellos. Luego de unos cuantos meses, después de una reunión amistosa en el lago Phalen con Edgar, Wireman fallece de un ataque al corazón en México.
Más tarde Edgar decide olvidar todo lo ocurrido en Duma Key, realizando un último lienzo de la playa de Duma y el Golfo, y decide crear una violenta tormenta; al mismo tiempo en la playa se levantaba el viento. Con esto, al parecer, los poderes artísticos de Edgar Freemantle permanecerían para siempre. 
El último capítulo del libro es "Cómo dibujar un cuadro XII" donde pone "Debes reconocer cuándo has terminado, y en ese momento, suelta tu lápiz o tu pincel. Todo lo demás es la vida".